# Geri (Chipre)
Geri (em grego:  Γέρι) é uma cidade localizada no distrito de Nicósia, Chipre. Com população de 8,235 habitantes pelo censo de 2011.